# Kradnij mnie
Kradnij mnie – drugi singel zespołu Rendez-Vous wydany przez wytwórnię Tonpress w 1986 roku. Nagrań dokonano w studiu Tonpress KAW. 

## Lista utworów
1. "Kradnij mnie" (Z. Kosmowski – A. Stańczak/Z. Kosmowski) – 3:05
2. "Leż bez słów" (Z. Kosmowski – A. Stańczak/Z. Kosmowski) – 4:20

## Skład
- Ziemowit Kosmowski – wokal, gitara basowa
- Andrzej Stańczak – gitara
- Wojciech Młotecki – perkusja